# تلمبه کارنما
تلمبه کارنما یک منطقهٔ مسکونی در ایران است که در دهستان اختیارآباد واقع شده‌است.